# Muntanyes Transantàrtiques

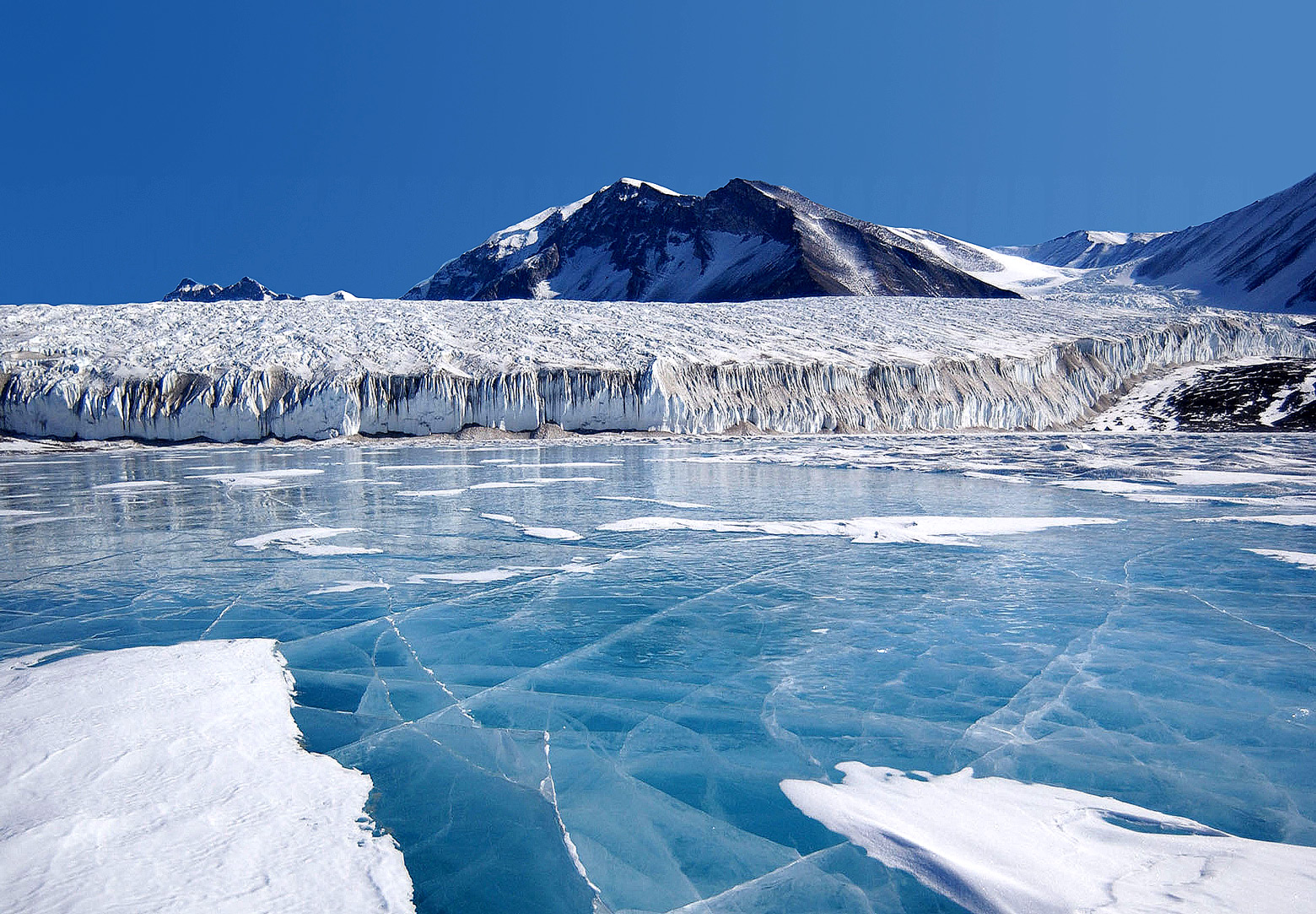
Gel Blau sobre el Llac Fryxell, a les Muntanyes Transantàrtiques, format amb aigua fosa de la glacera Canadà i altres glaceres menors. L'aigua dolça queda a la superfície del llac i al gelar-se, segella l'aigua salada a sota

Les Muntanyes Transantàrtiques són una cadena muntanyosa antàrtica que s'estén (amb alguna interrupció) entre el cap Adare i la terra de Coats. Aquestes muntanyes divideixen l'Antàrtida oriental de l'occidental. Inclou els grups de muntanya continus però amb diversos noms que van de l'oest del Mar de Ross i els costats occidentals i sud de la Barrera de gel de Ross; també les muntanyes Horlick, les muntanyes Thiel, muntanyes Pensacola, Shackleton Range i muntanyes Theron.
Aquest nom va ser suggerit per l'ACAN (Comissió Assessora sobre noms a l'Antàrtida) nord-americana el 1962 i des d'aleshores és acceptat internacionalment.

## Toponímia

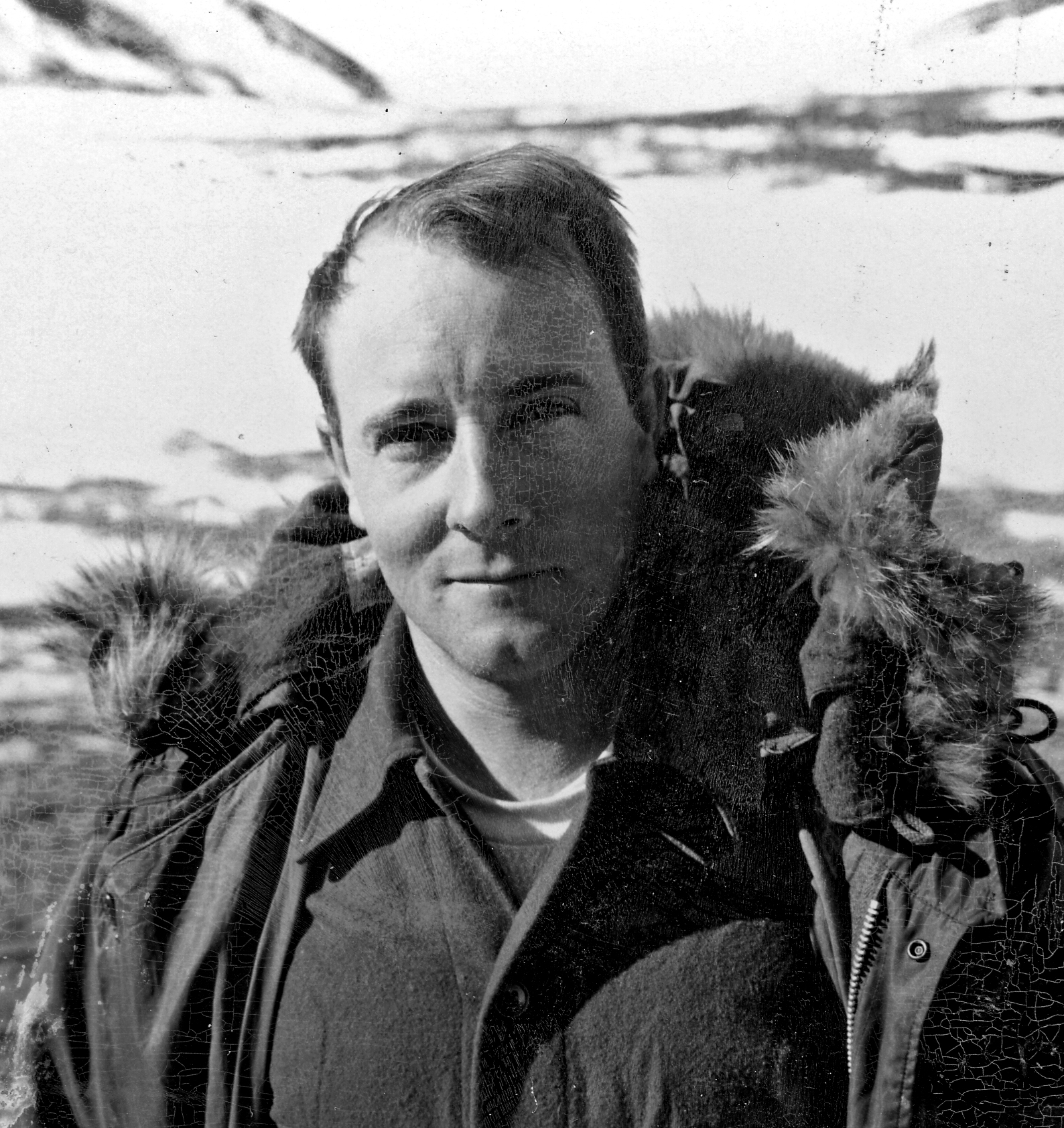
Retrat fotogràfic de Warren B. Hamilton a l'Antàrtida (1958), qui va posar nom a la serralada

La denominació «muntanyes Transantàrtiques» (anglès: Transantarctic Mountains ,) va ser utilitzat per primera vegada el 1960 pel geòleg estatunidenc Warren B. Hamilton. Va ser recomanat el 1962 pel «Comitè Consultiu sobre Nomenclatura Antàrtica» (Advisory Committee on Antarctic Names), un organisme estatunidenc per als noms geogràfics antàrtics. Aquesta apel·lació, purament descriptiva en contrast amb molts altres noms geogràfics del setè continent, és ara acceptada internacionalment.

## Geografia

### Situació
Les muntanyes Transantàrtiques s'estén amb una forma de sigmoide intermèdia entre una «S» i una S llarga «∫» sobre la major part de l'Antàrtida de la terra d'Oates, aproximadament 69° 15' de latitud sud a la terra de Victoria septentrional, fins a la terra de la Reina Isabel, a la costa austral de la mar de Weddell. Amb una longitud total al voltant dels 3.200 km, és una de les cadenes muntanyenques més llargues de la Terra. Discorre en dos terços de la seva longitud seguint tota la costa occidental de la mar de Ross, la part meridional de la qual està ocupada per la barrera de gel del mateix nom i separa el terç restant l'Antàrtida Oriental de l'Antàrtida Occidental. Limita als seus vessants occidental i meridional amb l'altiplà antàrtic i s'acosta al pol sud a menys de 300 km, aproximadament a 87° 30' de latitud sud.
Encara que han estat en suspens des del Tractat Antàrtic el 1959, cinc països han realitzat reivindicacions territorials sobre la cadena: Austràlia (Territori Antàrtic Australià), Nova Zelanda (Dependència de Ross), Xile (Territori Antàrtic Xilè), Regne Unit (Territori Antàrtic Britànic) i l'Argentina (Antàrtida Argentina). La part de la cadena que es troba a la terra de Marie Byrd roman sense reclamar.

### Topografia

#### Geomorfologia
Des de la punta de la Terra de Victòria fins a la serralada Wisconsin de les muntanyes Horlick, la serralada Transantàrtiques forma una barrera contínua d'entre 40 a 400 km d'amplària que segueix en paral·lel a la costa de la mar de Ross. La seva major amplària es troba entre la península d'Adare i la serralada USARP, a la terra de Victoria septentrional. S'estreny en molts llocs, especialment a la serralada Príncep Albert, a la serralada Cook i a la serralada Duncan. Només està intercalada per glaceres que flueixen des del indlandsis de l'Antàrtida Oriental cap a la mar de Ross. Així, la glacera Priestley separa la terra de Victòria septentrional de la seva part meridional; la glacera Byrd, separa aquesta última de la serralada Transantàrtiques central; la glacera Beardmore, separa aquesta última de la serralada de la Reina Maud; i la glacera Reedy separa aquesta última de les muntanyes Horlick.
Més enllà de la serralada Wisconsin, la serralada Transantàrtiques és discontínua: les muntanyes Horlick acaben amb la cadena Ohio, després estan la serralada Thiel, les muntanyes Pensacola i la serralada Argentina, aquestes dues últimes, separades per la glacera Support Force.
En els quatre grups de massissos més grans, des de la terra de Victòria fins a la serralada de la Reina Maud, hi ha pics que superen els 4.000 m m d'altitud. El 4.528 més alt, la muntanya Kirkpatrick, s'eleva a 4.528 m m. Més enllà de la serralada de la Reina Maud, l'altitud disminueix gradualment. I des de les muntanyes Horlick fins a la serralada Argentina, i també darrere de la part principal de la serralada Transantàrtiques, molts dels pics emergeixen de la capa de gel en forma de nunataks.

#### Subdivisions
La serralada Transantàrtiqueses divideix en grups i en massissos:
| Subdivisió de 1r nivell                                  | Subdivisió de 2n nivell             | Subdivisió de 3r nivell | Punt culminant           | Altitud (m) | Mapa topogràfic (segons l'USGS) |
| -------------------------------------------------------- | ----------------------------------- | --- | ------------------------ | ----------- | ------------------------------- |
| Terra de Victòria septentrional                          | Muntanyes USARP                     | Turons Wilson, serralada Daniels, becs Emlen, nunataks Outback, turons Helliwell, serralada Morozumi, nunataks Monument, turons Sequence                                                                           | Big Brother Bluff        | 2.840       |                                 |
| Terra de Victòria septentrional                          | Muntanya Bowers                     | Serralada dels Exploradors, serralada Posey, serralada Lanterman, massís Molar | Muntanya Marwick         | 2.590       |                                 |
| Terra de Victòria septentrional                          | Muntanyes Freyberg                  | Serralada Alamein, serralada Salamander, Altures Gallipoli | Mont Camelot             | 2.590       |                                 |
| Terra de Victòria septentrional                          | Muntanyes ANARE                     | | Pic Drabek               | 2.090       |                                 |
| Terra de Victòria septentrional                          | Muntanyes Concord                   | Serralada Everett, serralada Mirabito, serralada King, massís Leitch, serralada Quartzite occidental, serralada Quartzite oriental                                                                                 | Pic Thomson              | 2.350       |                                 |
| Terra de Victòria septentrional                          | Muntanyes de l'Almirallat           | Alçades Robinson, serralada Homerun, serralada Lyttleton, serralada Dunedin, serralada Dubridge, serralada McGregor, península Adare, península Hallett                                                            | Muntanya Minto           | 4.163       |                                 |
| Terra de Victòria septentrional                          | Muntanyes Victòria                  | Serralada Millen, serralada dels Cartògrafs, serralada Barker, pics Lawrence, península Daniell, île Coulman | Muntanya Riddolls        | 3.295       |                                 |
| Terra de Victòria septentrional                          | Muntanyes Southern Cross            | turons Cabal, turons Lichen, serralada Taula, serralada Deep Freeze, serralada Arrowhead, serralada del Montagnard, Northern Foothills                                                                             | Muntanya Hewson          | 3.720       |                                 |
| Terra de Victòria meridional (Príncep Alberto i McMurdo) | Muntanyes del Príncep Alberto       | serralada Eisenhower | Pic Timber               | 3.070       |                                 |
| Terra de Victòria meridional (Príncep Alberto i McMurdo) | Serralada Kirkwood                  | | Muntanya Endeavour       | 1.810       |                                 |
| Terra de Victòria meridional (Príncep Alberto i McMurdo) | Serralada Convoy                    | turons d'Allan, turons de Coombs | Muntanya Brooke          | 2.675       |                                 |
| Terra de Victòria meridional (Príncep Alberto i McMurdo) | Zona de les valls seques de McMurdo | Serralada Clare, serralada Gonville i Caius, serralada Willett, serralada St Johns, serralada Olympus, serralada Asgard, turons Kukri                                                                              | Shapeless Mountain       | 2.739       |                                 |
| Terra de Victòria meridional (Príncep Alberto i McMurdo) | Arxipèlag de Ross i península Brown | Illa Beaufort, illa de Ross, illa Black, illa White | Muntanya Erebus          | 3.794       |                                 |
| Terra de Victòria meridional (Príncep Alberto i McMurdo) | Muntanyes Quartermain               | Muntanyes Lashly | Mont Feather             | 2.985       |                                 |
| Terra de Victòria meridional (Príncep Alberto i McMurdo) | Serralada de la Royal Society       | | Mont Lister              | 4.025       |                                 |
| Terra de Victòria meridional (Príncep Alberto i McMurdo) | Serralada Warren                    | | Muntanya Guyon           | 2.541       |                                 |
| Terra de Victòria meridional (Príncep Alberto i McMurdo) | Serralada Boomerang                 | | Bec Alligator            |             |                                 |
| Terra de Victòria meridional (Príncep Alberto i McMurdo) | Serralada Worcester                 | | Muntanya Harmsworth      | 2.765       |                                 |
| Terra de Victòria meridional (Príncep Alberto i McMurdo) | Muntanyes Cook                      | Arestes Finger, serralada Conway, turons Brown | Mont Longhurst           | 2.846       |                                 |
| Terra de Victòria meridional (Príncep Alberto i McMurdo) | Muntanyes Darwin                    | turons Meteorite | Muntanya Ellis           | 2.330       |                                 |
| Terra de Victòria meridional (Príncep Alberto i McMurdo) | Serralada Britannia                 | | Muntanya McClintock      | 3.492       |                                 |
| Serralada Transantàrtica central                         | Serralada Churchill                 | Turons Darley, nunataks Lonewolf, nunataks Wallabies, nunataks All-Blacks, nunataks Wilhoite, nunataks Mizar, serralada dels Arpenteurs, serralada Swithinbank, serralada Nash, serralada dels Geòlegs, cordillera | Hunt Mountain            | 3.239       |                                 |
| Serralada Transantàrtica central                         | Serralada de la Reine-Elizabeth     | Turons Campbell, turons Taylor, serralada Frigate, serralada Holland, muntanyes Moore | Mont Markham             | 4.351       |                                 |
| Serralada Transantàrtica central                         | Serralada Miller                    | | Dôme Martin              | 2.680       |                                 |
| Serralada Transantàrtica central                         | Serralada Reina Alexandra           | Alçades Morris, turons MacAlpine, turons Colbert, muntanyes Adams, muntanyes Marshall, illa Buckley | Muntanya Kirkpatrick     | 4.528       |                                 |
| Serralada de la Reina Maud                               | Serralada Commonwealth              | Serralada Separation | Flat Top                 | 4.000       |                                 |
| Serralada de la Reina Maud                               | Serralada Hughes                    | | Mont Kaplan              | 4.230       |                                 |
| Serralada de la Reina Maud                               | Serralada Dominion                  | | Mont Mills               | 2.954       |                                 |
| Serralada de la Reina Maud                               | Serralada Supporters                | | Muntanya White           | 3.470       |                                 |
| Serralada de la Reina Maud                               | Muntanyes Grosvenor                 | massís Otway | Pic Mom                  | 3.260       |                                 |
| Serralada de la Reina Maud                               | Muntanyes Barton                    | | Muntanya Usher           | 3.648       |                                 |
| Serralada de la Reina Maud                               | Monts Bush                          | Anderson Heights | Dôme Husky               | 3.581       |                                 |
| Serralada de la Reina Maud                               | Muntanyes del Príncep Olaf          | Pics Cathedral, turons Gabbro, serralada Lillie, Seabee Heights, turons Cumulus, massís Roberts | Muntanya Wade            | 4.084       |                                 |
| Serralada de la Reina Maud                               | Muntanyes Duncan                    | | Muntanya Schevill        | 1.997       |                                 |
| Serralada de la Reina Maud                               | Serralada Herbert                   | | Muntanya Fridtjof Nansen | 4.069       |                                 |
| Serralada de la Reina Maud                               | Serralada Quarles                   | | Muntanya Ruth Gade       | 3.513       |                                 |
| Serralada de la Reina Maud                               | Meseta Rawson                       | | Muntanya Alice Gade      | 3.410       |                                 |
| Serralada de la Reina Maud                               | Muntanyes Hays                      | Pics Medina, turons Karo, altiplà Nilsen, muntanyes Rawson | No nomenat               | 3.940       |                                 |
| Serralada de la Reina Maud                               | Muntanyes Tapley                    | | Butte Evans              | 2.570       |                                 |
| Serralada de la Reina Maud                               | Muntanyes Gothic                    | Pics Organ Pipe | Muntanya Zanuck          | 2.526       |                                 |
| Serralada de la Reina Maud                               | Serralada de Harold Byrd            | Nunataks Fallone, chaîne Bender, becs Berry | Mont Mahan               | 1.260       |                                 |
| Serralada de la Reina Maud                               | Escarp Watson                       | Meseta Califòrnia, altiplà Stanford, altiplà Michigan, turons Quartz, turons Caloplaca | Pic Teller               | 3.550       |                                 |
| Serralada de la Reina Maud                               | Muntanyes La Gorce                  | Turons Davis | Muntanya Paine           | 3.330       |                                 |
| Muntanyes Horlick                                        | Serralada Wisconsin                 | Nunataks Ford, nunataks Gierloff, Long Hills | Pic Faure                | 3.941       |                                 |
| Muntanyes Horlick                                        | serralada Ohio                      | | Mont Schopf              | 2.990       |                                 |
| Muntanyes extremoorientals                               | Serralada Thiel                     | Massís Ford, turons Stewart | Cima Anderson            | 2.812       |                                 |
| Muntanyes extremoorientals                               | Muntanyes Pensacola                 | serralada Patuxent, nunataks Rambo, serralada Neptune, turons Williams, turons Schmidt, serralada Forrestal, becs Cordiner, Massís Santa Teresita Massís Dufek                                                     | Pic England              | 2.150       |                                 |
| Muntanyes extremoorientals                               | Serralada Argentina                 | Turons Schneider, pujols Panzarini | Muntanya Spann           | 925         |                                 |

#### Cims principals
Hi ha almenys una vintena de cims de més de 4.000 metres d'altitud a la serralada Transantàrtiques, i també hi ha dissert pics ultraprominents:

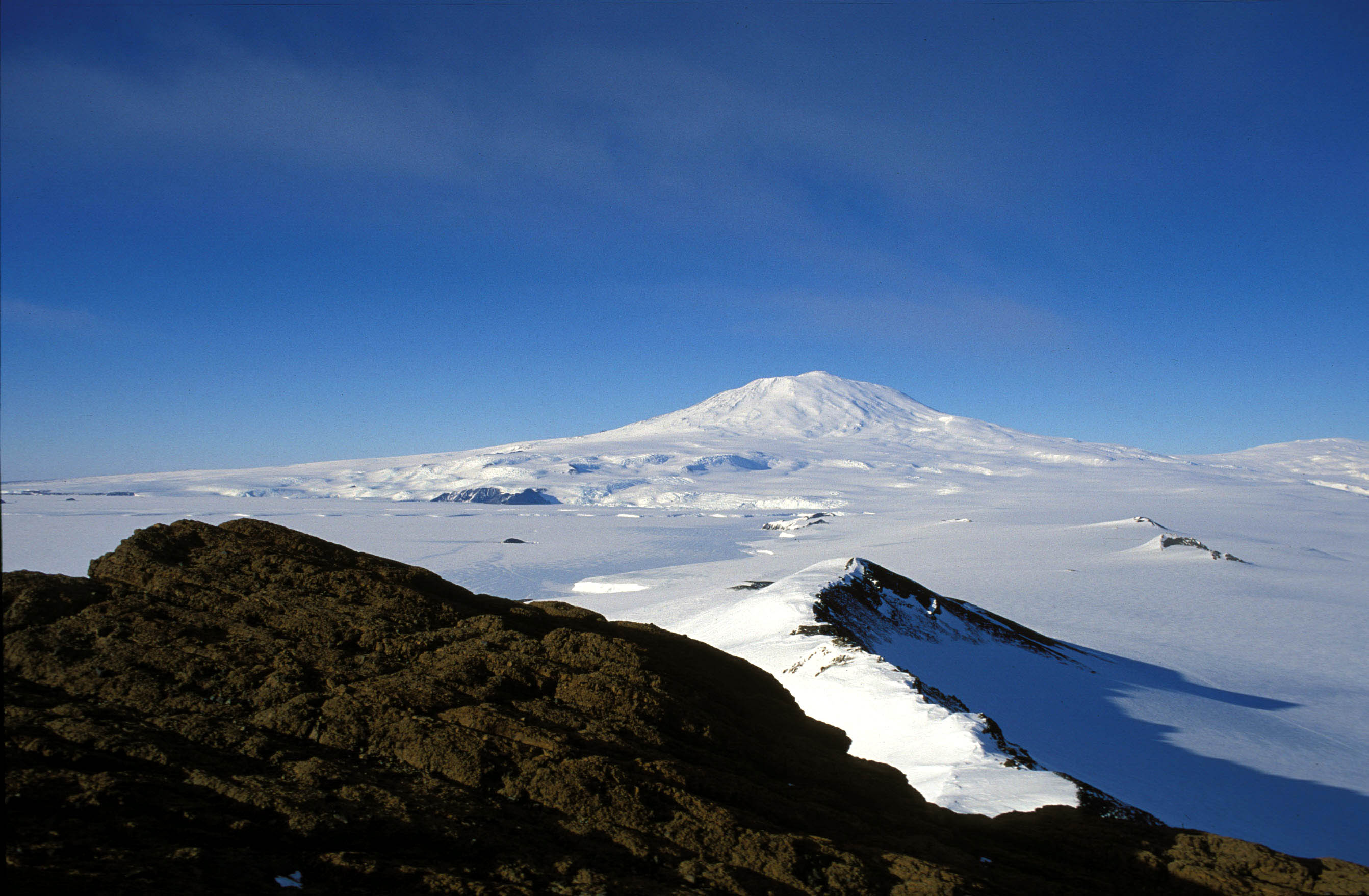
Vista de la muntanya Erebus, el pic més prominent de la cadena, a l'illa de Ross, vist des de la península de Hut Point

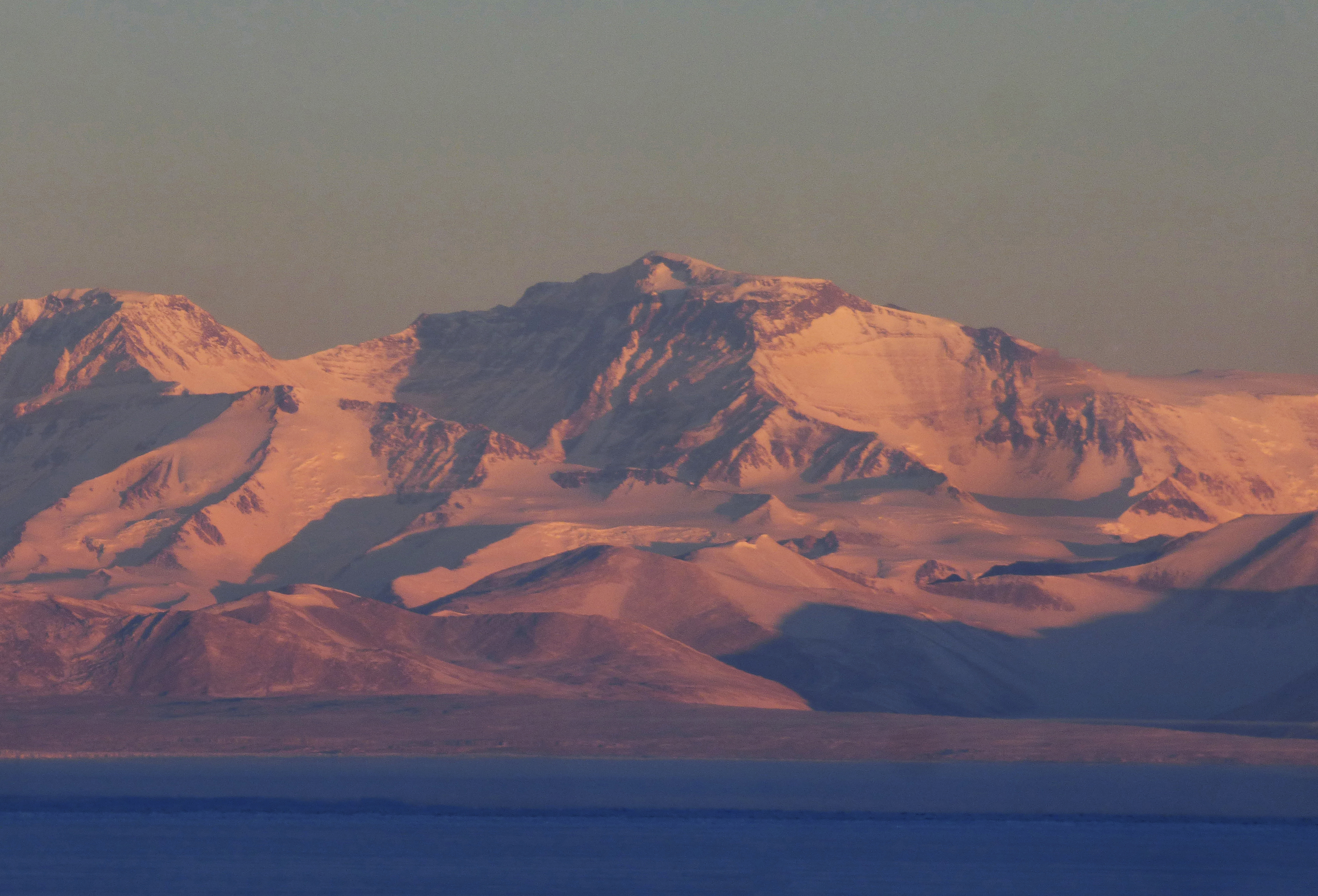
Vista de la muntanya Lister, 15è cim més alta de la serralada, després de l'illa de Ross

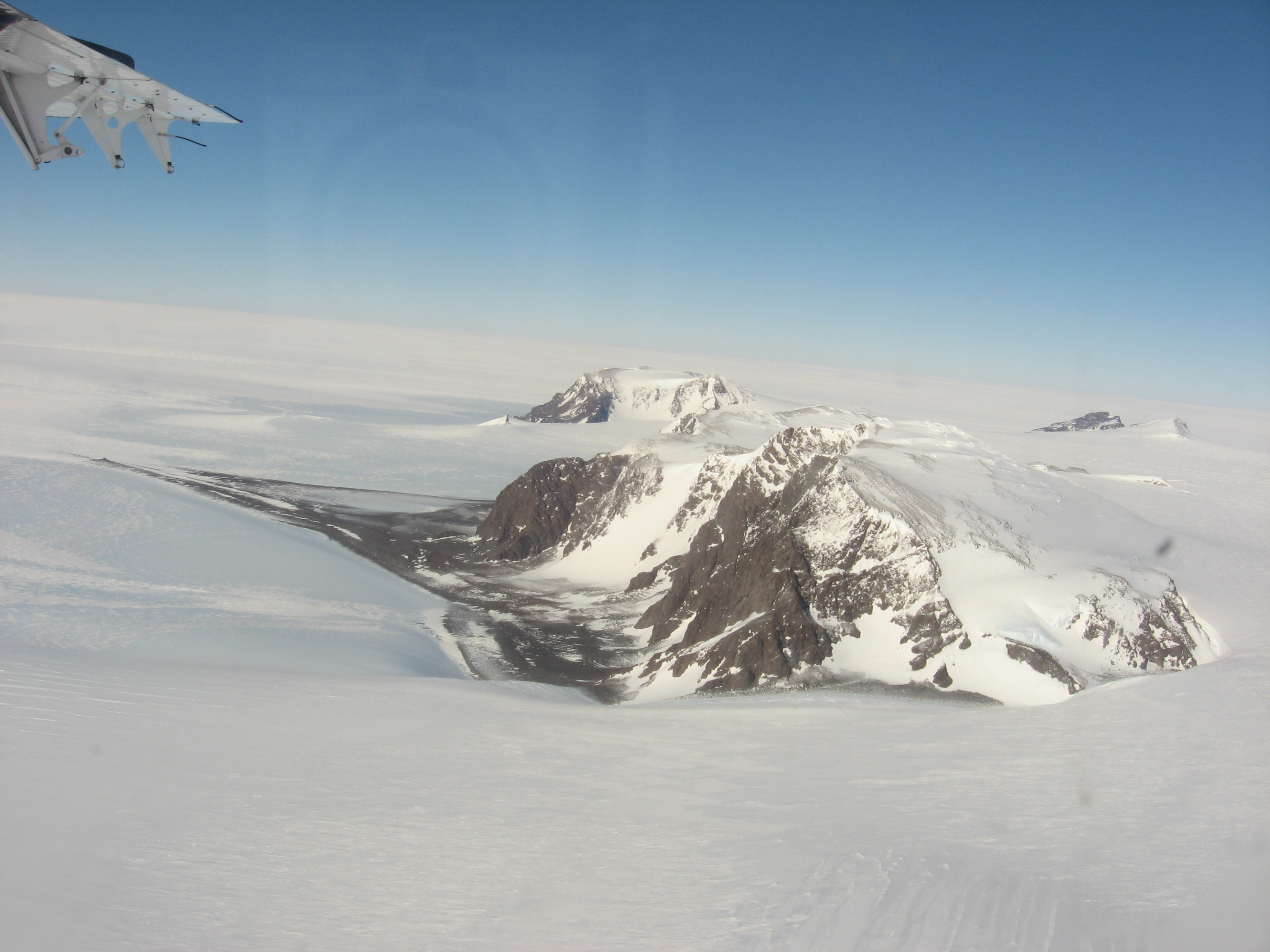
Vista aèria de la serralada Thiel, aïllada en la capa de gel de l'Antàrtida

| #  | Cim                      | Massís                          | Altitud (en m) | Prominència (en m) | #  |
| -- | ------------------------ | ------------------------------- | -------------- | ------------------ | -- |
| 01 | Muntanya Kirkpatrick     | Sordillera Reina Alexandra      | 4.528          | 2.601              | 03 |
| 02 | Muntanya Elizabeth       | Serralada Reina Alexandra       | 4.480          | 1.657              | 13 |
| 03 | Mont Markham             | serralada de la Reina Elizabeth | 4.351          | 2.103              | 06 |
| 04 | Muntanya Bell            | Serralada Reina Alexandra       | 4.303          |                    |    |
| 05 | Muntanya Mackellar       | Serralada Reina Alexandra       | 4.297          |                    |    |
| 06 | Mont Kaplan              | Sordillera de la Reina Maud     | 4.230          | 1.783              | 10 |
| 07 | Fleming Summit           | Serralada Reina Alexandra       | 4.200          |                    |    |
| 08 | Mont Minto               | Chaîne de l'Amirauté            | 4.163          | 2.616              | 02 |
| 09 | Mont Miller              | serralada de la Reina Elizabeth | 4.160          | 2.354              | 04 |
| 10 | Mont Dickerson           | Serralada Reina Alexandra       | 4.120          |                    |    |
| 11 | Muntanya Wade            | Serralada de la Reina Maud      | 4.084          |                    |    |
| 12 | Muntanya Fisher          | Serralada de la Reina Maud      | 4.080          |                    |    |
| 13 | Bec Centennial           | Serralada de la Reina Maud      | 4.070          |                    |    |
| 14 | Muntanya Fridtjof Nansen | Serralada de la Reina Maud      | 4.069          |                    |    |
| 15 | Mont Lister              | Sordillera de la Royal Society  | 4.025          | 2.325              | 05 |
| 16 | Muntanya Wexler          | Serralada de la Reina Maud      | 4.024          |                    |    |
| 17 | Bec Decennial            | Serralada Reina Alexandra       | 4.020          |                    |    |
| 18 | Muntanya Adam            | Serralada de l'Almirallat       | 4.010          |                    |    |
| 19 | Flat Top                 | Serralada de la Reina Maud      | 4.000          |                    |    |
| 20 | Muntanya Korsch          | Serralada de la Reina Elizabeth | 4.000          |                    |    |
| —  | Mont Erebus              | Arxipèlag de Ross               | 3.794          | 3.794              | 01 |
| —  | Hawkes Heights           | Sordillera Victory              |                | 2.000              | 07 |
| —  | Muntanya Murchison       | Serralada Southern Cross        |                | 1.927              | 08 |
| —  | Muntanya Supernal        | Serralada Southern Cross        |                | 1.804              | 09 |
| —  | Munta Melbourne          | Serralada Southern Cross        | 2.732          | 1.699              | 11 |
| —  | Mont Terror              | Arxipèlag de Ross               | 3.230          | 1.696              | 12 |
| —  | Mont Discovery           | Península Brown                 | 2.681          | 1.637              | 14 |
| —  | Mont McClintock          | Sordillera Britannia            | 3.490          | 1.621              | 15 |
| —  | Muntanya Brewster        | Serralada Victòria              |                | 1.598              | 16 |
| —  | Mont Morning             | Península Brown                 | 2.725          | 1.515              | 17 |

### Hidrografia

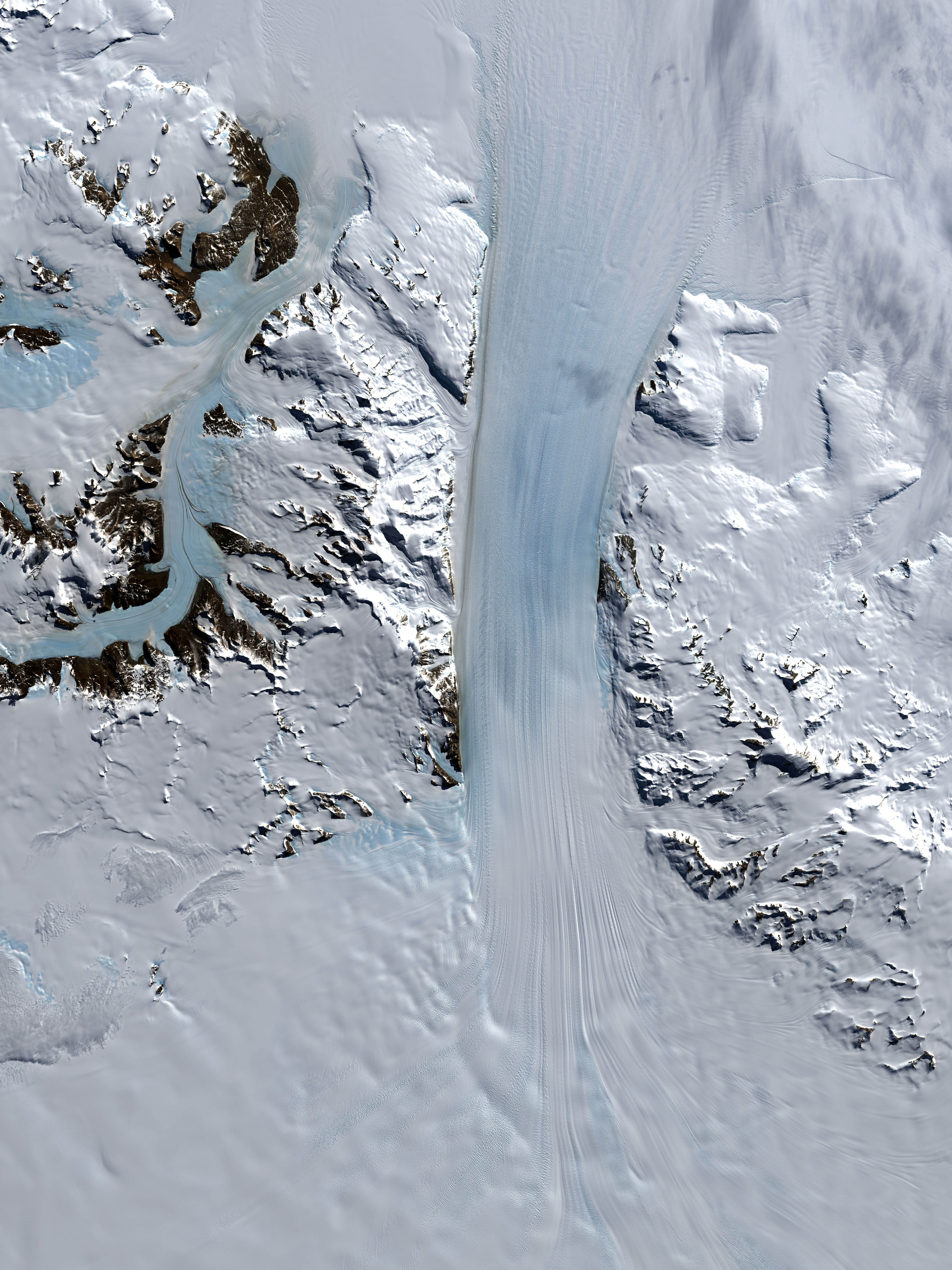
Vista per satèl·lit de la glacera Byrd, un corrent de gel que talla la serralada perpendicularment

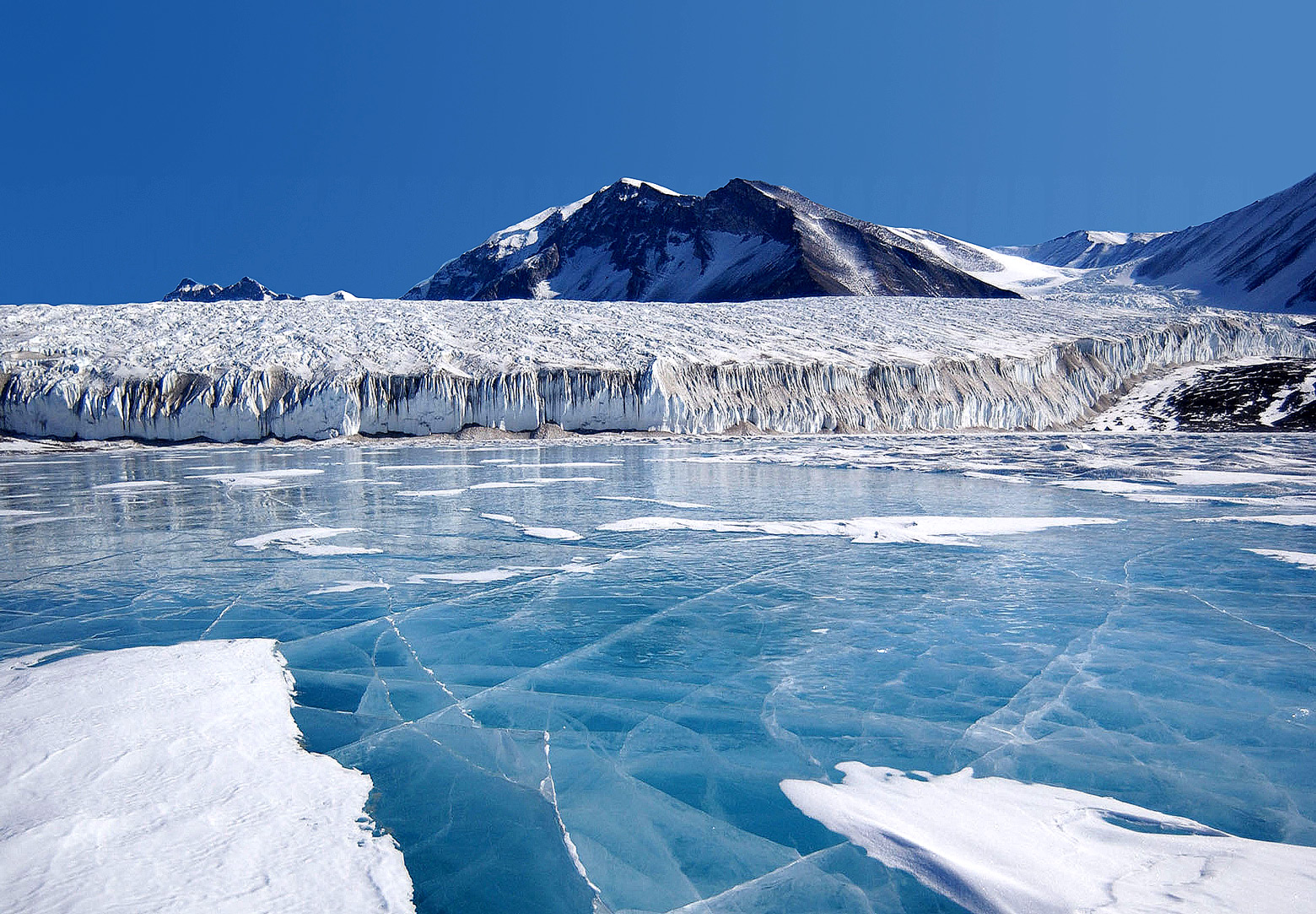
Vista del llac Fryxell, al peu de la glacera Canadà, el gel blau de la qual, format per aigua dolça fosa de la glacera Canadà i altres glaceres menors. L'aigua dolça queda en a la superfície del llac i en gelar-se segella la salobre de sota.

Les principals glaceres de la cadena Transantàrtiques són glaceres emissàries, originades a l'indlandsis de l'Antàrtida Oriental, que constrets en valls s'estenen, sent els més importants, en corrents glacials: és cas de la glacera David, a la Terra de Victoria meridional, que s'acaba a la llengua de gel Drygalski a la barrera de Ross; de la glacera Byrd, entre la Terra de Victoria meridional i la Serralada Transantàrtiques central; i de la glacera Scott, a la serralada de la Reina Maud, que alimenten la barrera de Ross. Altres glaceres emissàries són, de nord a sud, les glaceres Mariner, Aviator, Reeves, Mawson, Ferrar, Skelton, Mulock, Darwin, Nimrod, Beardmore, Shackleton, Amundsen i Reedy. Generalment són perpendiculars a l'orientació de la cadena, seguint grans falles geològiques, que permeten definir els seus grups i massissos. Les glaceres Rennick i Lillie tenen la particularitat de saltar directament a l'oceà Austral al nord de la terra d'Oates. El corrent glacial de la Fundació (o glacera Badia Bon Succés) i el seu afluent la glacera Academy, així com la glacera Support Force, són corrents glacials que voregen les muntanyes a l'extrem oriental de la cadena i que, a l'esatr molt poc restringits pel relleu, alimenten la barrera de gel Filchner-Ronne. Les glaceres secundàries s'originen als vessants de la cadena Transantàrtica i són glaceres de vall.
Els dos únics rius reconeguts del continent flueixen a la cadena Transantàrtica: l'Onyx i l'Alpheus. Tots els altres cursos d'aigua són rierols. L'Onyx flueix durant uns trenta quilòmetres cap a l'oest, al costat oposat a la costa, a la vall de Wright, un de les valls seques de McMurdo, entre les serralades Olympus, al nord, i Asgard, al sud, per a desembocar al llac Vanda. Flueix una mitjana de dos mesos per any, generalment des de principis de desembre fins a principis de febrer, i la major part de l'aigua de desglaç s'evapora fins i tot abans d'arribar al llac. En aquesta vall, part de la neu que cau a terra es sublima i els sòls estan generalment secs. L'Alpheus està format per aigua de desglaç retinguda per la morrena lateral esquerra de la glacera Koettlitz, en el falda meridional de la serralada de la Royal Society, i acaba en un curs subglacial a l'estret de McMurdo.

### Geologia

Seqüència estratigràfica de la terra de Victòria meridional

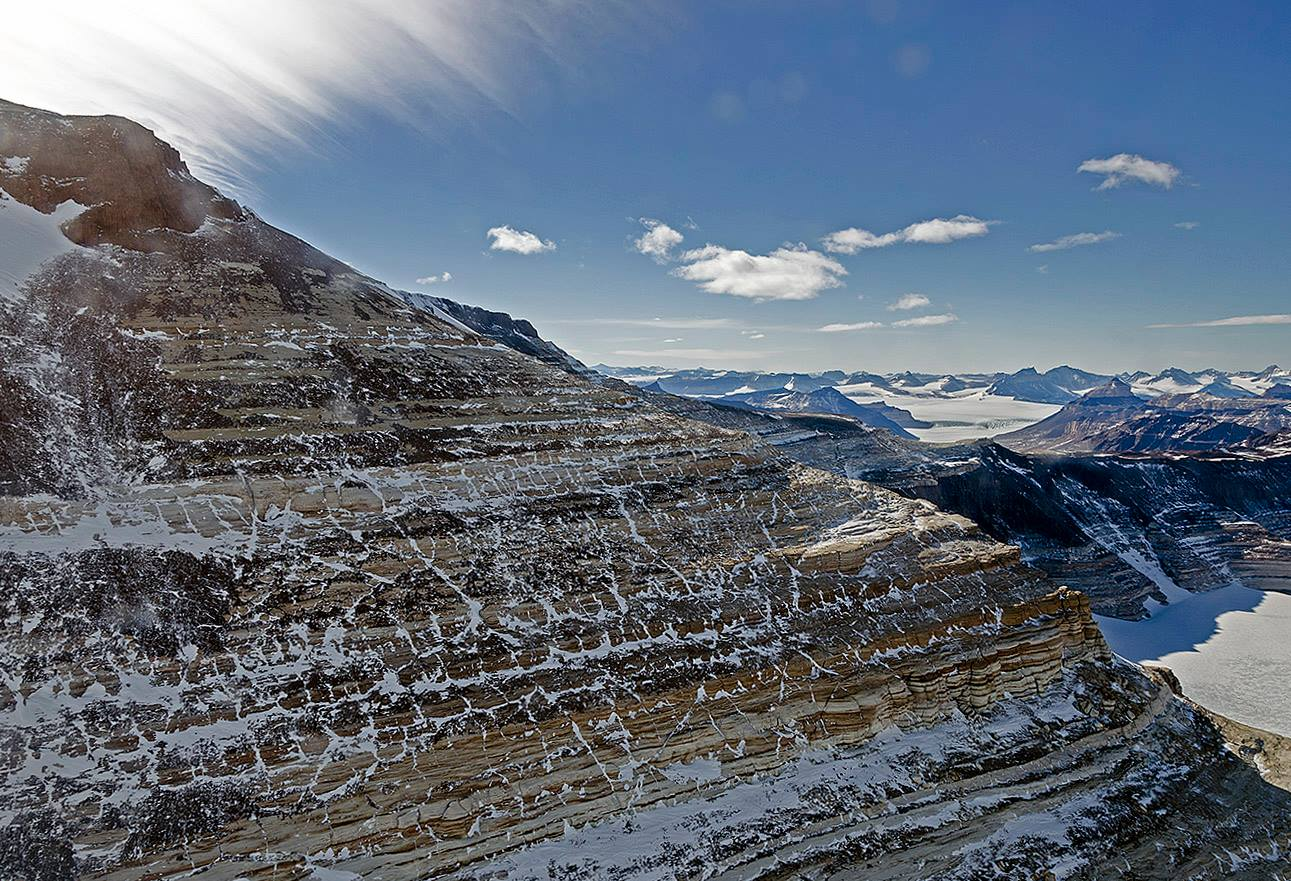
Vista del vessant d'una muntanya a la serralada amb molts estrats

Al final de Neoproterozoic, l'aparició d'un rift va provocar l'obertura del super-paleocontinent Rodinia, a través d'un sòcol constituït per gneis, esquistos i granit d'edat arqueana, visible solament a la regió de la glacera Nimrod. Aquest rift va comportar l'establiment d'un marge passiu a nivell de l'actual serralada Transantàrtica, associat a una important sedimentació, amb dipòsits de roques siliciclàstiques presents a les muntanyes Pensacola (formació de Hannah Ridge) i la serralada Transantàrtica central (grup de Beardmore). A la terra de Victoria meridional, el sòcol consta de roques metamòrfiques (formació de Horney, grups de Koettlitz i de Skelton) amb intrusions d'edat del Neoproterozoic al Cambrià primerenc.
Durant el període Cambrià, el moviment de les plaques es va invertir i va donar lloc a una zona de subducció. Això es va traduir en la compressió de les roques sedimentàries i magmàtiques existents, provocant un metamorfisme més o menys important, així com la formació de nombrosos plutons granítics.S'emeten roques volcàniques silicatades al nivell de la serralada de la Reina Maud i de la serralada Thiel. Els batòlits són responsables de la deformació dels estrats i del metamorfisme que va conduir a l'orogènia de Ross. Les roques siliciclàstiques i carbonatades d'edat cambriana a ordovícica es van formar a les muntanyes Pensacola (formació de Patuxent) i a la serralada Transantàrtica central (grup de Byrd). A la terra de Victòria septentrional es troben presents tres terrans, interpretats com la presència de dues zones de subducció paral·leles, formant així dos arcs volcànics. El marge continental correspon al terrà de Wilson, compost per roques metamòrfiques amb intrusions des del Cambrià a l'Ordovícic Primerenc.. El terrà de Bowers, vorejat a banda i banda per les falles de Lanterman i de Leap Year, correspondria a la secció entre les dues zones de subducció, amb el seu arc volcànic; està compost per estrats siliciclàstics fosilífers i volcaniclàstics amb roques volcàniques màfiques rematades per conglomerats.. Finalment, el de la badia Robertson correspon a la resta de l'escorça oceànica i dels seus sediments formant un prisma d'acreció, compost per una seqüència de turbidites d'edat cambriana a ordovícica i que, fortament plegat com el de Bowers, no obstant això, està poc metamorfosat.
Com a conseqüència d'aquests esdeveniments, va existir una cadena muntanyenca al nivell de l'actual cadena Transantàrtica. No obstant això, entre el final del Silúric i el començament del Devonià, va ser tallada la superfície d'erosió de Kukri, sense que resultés, no obstant això, en un peneplà.[El. 6] Una sedimentació significativa va conduir a la formació d'arenisca a arenita rica en quars al mig continental (grup de Taylor).. 7] A mesura que la subducció va continuar al llarg del Paleozoic, en la vora de l'oceà Panthalassa,[El. 2][El. 8] els arcs volcànics exhibeixen activitat magmàtica intermitent, en particular en la terra de Victòria septentrional i a la terra de Marie Byrd, amb extensions notablement a la Patagònia i a Austràlia meridional.. En el Carbonífer, no obstant això, aquesta activitat va romandre prou allunyada de la major part de la cadena Transantàrtica com perquè es vegi poc afectada per les deformacions —fins i tot experimentant una nova superfície d'erosió, coneguda com de Maia, en les capes devòniques i a vegades confosa amb la de Kukri— i per la sedimentació. En el cas contrari, aquests sediments van ser alliberats per la glaciació que es produeix al final d'aquest període.
Entre el Permià i el Triàsic, les conques sedimentàries de l'interior de la Terra de Victòria i una conca estructural van evolucionar cap a una conca d'abantpaís localitzada darrere de la cadena Transantàrtica central, probablement sota la influència de l'orogènia panafricana, així com una plataforma aïllada al nivell de la serralada Thiel, la qual cosa resulta en una continuació de l'acumulació de sediments, formant el grup de Victòria. Les arenisques del grup de Taylor i els sediments del grup de Victòria formen junts el supergrup de Beacon, que constitueix una gran part dels cims i crestes rocoses de la serralada Transantàrtica en la major part de la seva longitud. Els estrats associats amb el grup de Victòria es compon de diamictita d'origen glacial, de carbó i de shale, indicatius d'un clima temperat i humit i finalment de siltita i d'arenisca d'orígens diversos, però progressivament més volcàniques.Al començament del Juràsic, la influència de la subducció en la geologia de la regió arriba a la seva fi amb l'inici de la ruptura que condueix a la fracturació de Gondwana. La ruptura va ser probable1.000 ment iniciada per una ploma mantèl·lica, amb un magma ric en sílice (formacions de Hanson i del pic Shafer), seguit de l'aparició de la província magmàtica de Ferrar (formació d'Exposure Hill), de naturalesa basàltica i caracteritzada per dipòsits piroclàstics, en forma de lahars, bretxes i tobes, per bugades de lava de diversos centenars de metres de gruix i per intrusions de làmines que superen els 1.000 m m.. El context geològic podria explicar-se per una conca d'arc posterior i explicaria que el marge continental es desplaci després cap a l'exterior de la cadena. La fracturació del Gondwana va comportar una important reorganització dels blocs tectònics, en particular el d'Ellsworth-Whitmore que es mou i pivota, com uns altres a la regió, separant-se de la cadena Transantàrtica i unint-se a l'Antàrtida Oriental.

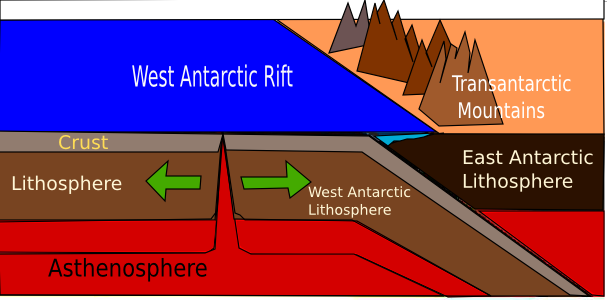
Diagrama molt simplificat del context geològic actual al llarg de la cadena Transantàrtica

Aquestes limitacions tectòniques també condueixen a l'aixecament de la serralada des del Cretàcic. L'engruiximent de l'escorça continental indueix una frontera litosfèrica entre la vora del crató de l'Antàrtida Oriental i les zones d'atenuació cortical en la mar de Ross, amb l'aparició del rift de l'Antàrtida Occidental, i en la mar de Weddell.. L'aixecament culmina en l'Eocè i genera els relleus actuals, però es desconeix el seu origen. En tot cas, aquest procés aniria acompanyat de fractures i denudacions que segmentarien els diferents massissos al llarg d'aquestes falles majors. El producte d'aquesta erosió ompliria en gran manera les conques del rift Antàrtic occidental. El grup volcànic de l'estret de McMurdo va sorgir a principis de l'Eocè en la seva vora sud-oriental; inclou la muntanya Morning, la muntanya Discovery, la muntanya Erebus, la muntanya Terror, la muntanya Bird i la muntanya Melbourne. El seu vincle amb la província volcànica de la terra de Marie Byrd, en la vora oposada del rift, implica certament la presència d'una ploma mantèl·lica.. No es pot descartar la influència d'un rebot isostàtic en el Miocè en l'elevació de la serralada al llarg de la mar de Ross. Sigui com sigui, el relleu que constitueix probablement inicia la glaciació antàrtica.